# Indian Creek (Floryda)
Indian Creek – wieś w Stanach Zjednoczonych, w stanie Floryda, w hrabstwie Miami-Dade. Obejmuje sztuczną wyspę o tej samej nazwie na zatoce Biscayne, nieopodal miasta Miami Beach.